# تمارة ملك
تمارة ملك إلينجر (ولدت في 4 مايو 1998) هي مغنية وممثلة أمريكية. ظهرت كضيفة في العديد من البرامج التلفزيونية بما في ذلك مودرن فاميلي (2010)، يوميات مصاص دماء (2017)، وستوورلد (2018) و ليجاسيز (2019).   أصدرت أغنيتها المنفردة الأولى "Karma's Not Pretty" في عام 2013.
تمارة شقيقة الممثل طارق إلينجر وتايلور إلينجر. بدأت تمارة الغناء في سن الرابعة. في سن مبكرة، انتقلت عائلتها إلى كاليفورنيا .  
عملت ملك مع كاسادي بوب وقاموا بكتابة أغنية "Karma's Not Pretty" التي تم إصدارها كأول أغنية فردية لها.  وصلت الأغنية إلى المرتبة الثامنة في قوائم مقاطع الفيديو الموسيقية الأكثر مشاهدة في المملكة المتحدة، والمرتبة العاشرة في قوائم VIVA على الإنترنت   أكسبتها هذه الأغنية أيضًا جائزة Academia Music Award لأفضل أغنية بوب في عام 2013.  أظهر الفيديو الموسيقي لهذه الأغنية جريج سولكين وكيغان ألين ممثلين من مسلسل الكاذبات الصغيرات الجميلات.  بعد تفوق أغنية "Karma's Not Pretty" تم اختيارها من قبل فريق إنتاج المغنية الأمريكية ديمي لوفاتو لتظهر كضيفة في أول حفل موسيقي لها تم بثه مباشرة في أكتوبر 2013 
في عام 2015، أصدرت أغنيتها المنفردة الثانية "Fingerprints"  وبعد ذلك بعامين، في عام 2017، أصدرت أغنية واحدة بعنوان "اللعب بالنار". 
في عام 2019، بدأت ملك العمل مع مؤلفي أغاني ومنتجين جدد، وأصدرت أغنية "Privacy"، والتي تم وصفها بأغنية 'بوب لامعة'.  في عام 2020 أصدرت أغنية بعنوان "Crash". 

## فيلموغرافيا

### مسلسلات تلفزيونية
| سنة       | عنوان                        | دور                       | ملحوظات                                   |
| --------- | ---------------------------- | ------------------------- | ----------------------------------------- |
| 2006      | لماذا لا أستطيع أن أكون أنت؟ | فتاة عيد الميلاد          | حلقة واحدة؛ 1.16                          |
| 2010      | عائلة عصرية                  | ضيفة رقص                  | حلقة واحدة؛ الوحي الرقص الرقص             |
| 2011      | الأطباء                      | فتاة                      | حلقة واحدة؛ 30 طريقة لشفاء نفسك بدون طبيب |
| 2011      | جوائز الموسيقى العالمية 2011 | نفسها                     |                                           |
| 2011-2012 | في المنطقة                   | نفسها                     | وثائقي قصير                               |
| 2013-2017 | المراهقون يريدون أن يعرفوا   | نفسها                     | حلقتين                                    |
| 2016      | استريد كلوفر                 | بيثاني                    | حلقة واحدة؛ المواعده السريعه              |
| 2017      | يوميات مصاص الدماء           | طالبة في ميستيك فولز      | حلقة واحدة؛ لدينا التاريخ معا             |
| 2018      | وست وورلد                    | سيدة المدينة              | حلقة واحدة؛ المسافر                       |
| 2018-2019 | ليجاسيز                      | ساحرة سلفاتور / فتاة تقبل | حلقتين                                    |